# Juan Ramón Cabrero
Juan Ramón Cabrero Obrer, detto Juanra (Valencia, 24 aprile 1980), è un ex calciatore spagnolo, di ruolo difensore.